# Der große Krieg
Der große Krieg war eine österreichische Zeitung, die in unregelmäßigen Abständen zwischen 1914 und 1918 in Wien erschien. Sie führte den Nebentitel Die schönsten Gedichte, Erzählungen, Feldpostbriefe, Schlachtenschilderungen, Bilder und Lieder aus dem Völkerringen. Verlegt wurde sie vom Deutschen Schulverein.